# Hyetussa simoni
Hyetussa simoni is een spinnensoort in de taxonomische indeling van de springspinnen (Salticidae).
Het dier behoort tot het geslacht Hyetussa. De wetenschappelijke naam van de soort werd voor het eerst geldig gepubliceerd in 1976 door María Elena Galiano.